# German Arredondo
Germán Arredondo, né le 27 mai 1968 à Acambaro, est un arbitre mexicain de football, qui a débuté en première division mexicaine en 1996, et il a été arbitre international de 2001 à 2009.

## Carrière
Il a officié dans des compétitions majeures : 
- Gold Cup 2007 (1 match)
- Coupe des champions de la CONCACAF 2007 (finale aller)
- Coupe du monde de football des moins de 20 ans 2007 (3 matchs)